# Мехмет Нихат Анылмыш
Мехмет Нихат Анылмыш (тур. Nihat Anılmış, 1876, Филибе, Османская Империя — 31 мая 1954, Стамбул, Турция) — генерал османской, а в дальнейшем турецкой армии.

## Биография
Родился в 1878 году в Филибе (ныне Пловдив, Болгария). 
В 1900 году окончил Военную академию и начал службу в 4-й армии в Эрзинджане. Затем принимал участие в подавлении бандитизма в Дерсиме и Муше, а также в операции против восстания в Сасуне. В 1903 году был отправлен в Македонию для борьбы с болгарскими повстанцами.
С 1907 года преподавал тактику в военном училище в македонском городе Монастырь (ныне Битола), а затем стал его начальником. В 1909 году был назначен командиром артиллерийского училища, а затем занимался укреплением обороны Салоников и Измира. Во время итало-турецкой войны возглавил отдел перевозок в Генеральном штабе, а во время Балканской войны принимал участие в боях под Кирклисом (Кыркларели), где был ране и пленён.
Во время Первой мировой войны занимал пост начальника штаба 2-й армии, затем участвовал в сражениях при Дарданеллах в 1915 году. В 1917 году командовал Южной группой в Галлиполи, а затем был назначен командующим 2-й армией на Кавказском фронте. Позже был направлен в Палестину, где временно командовал 7-м корпусом, а в ноябре 1918 года принял командование всеми войсками в регионе.
После окончания войны возглавил временную администрацию в Адане, но под давлением французов и англичан был отозван в Стамбул. Избежав ареста, в 1920 году присоединился к национально-освободительному движению Ататюрка. В июне 1920 года он был назначен командующим фронтом Эль-Джезира, где восстановил боеспособность армии, обеспечил снабжение Западного фронта оружием и боеприпасами и организовал сопротивление англичанам в Мосуле.
В 1921 году, после обвинений в превышении полномочий, был снят с должности, но впоследствии оправдан. В 1922 году возглавил Военный кассационный суд и долгое время служил в военной судебной системе. В 1928 году был повышен до генерал-лейтенанта, а в 1942 году ушёл в отставку.
Позже с 1942 по 1943 года занимал должность депутата Великого национального собрания Турции. 
Скончался в мае 1954 года в своём доме в Стамбуле. Его останки были перенесены на Турецкое государственное кладбище.